# 山田泰誠
山田 泰誠（やまだ たいせい、1971年1月1日 - ）は、北海道出身の元騎手・現調教助手。

## 来歴・人物
1989年に栗東・田中良平厩舎からデビューした。同期には田中勝春・角田晃一・佐藤哲三などがいる。1年目の同年は3月4日の阪神第11競走うずしおステークス・ビューティフル（9頭中8着）で初騎乗を果たし、4月23日の新潟第6競走4歳以上400万下で12頭中10番人気のスリーノーブルに騎乗して初勝利を挙げる。初年度は6勝、2年目の1990年は初の2桁となる18勝をマークし、同年から2001年まで12年連続2桁勝利を記録。1990年は5月13日の福島で1日3勝、9月15日の函館と11月18日の京都では1日2勝を挙げる。
3年目の1991年は12勝とあまり目立った成績ではなかったが、1992年に台頭。アーリントンカップをエルカーサリバーで制し重賞初勝利を挙げると、メジロパーマーとのコンビでは新潟大賞典でシャコーグレイド・イクノディクタス・レッツゴーターキンを寄せ付けず逃げ切って重賞2勝目、宝塚記念ではカミノクレッセに3馬身差付けてGI初制覇。暮れの有馬記念では16頭中15番人気ながら再び逃げ切り勝ちし、同一年度グランプリ連覇を果たし一躍有名になった。
1993年は自己最高の25勝を挙げ、エルカーサリバーで年明けの金杯（西）→日経新春杯を連勝し、メジロパーマーでは阪神大賞典でタケノベルベット・ナイスネイチャを抑えて逃げ切る。天皇賞（春）でも逃げてライスシャワー・メジロマックイーンに次ぐ3着に奮闘、4着マチカネタンホイザには6馬身差付けていた。
その後は10勝台を維持するものの伸び悩み、1994年には師匠・田中の死去により、実子である田中章博厩舎に移籍。新潟大賞典ではゴールデンアワーに騎乗し、マーベラスクラウンをクビ差抑えて制す。1995年には安藤正敏厩舎に移籍し、1997年からはフリーとなる。2001年からは武邦彦厩舎に所属し、同年のCBC賞を3歳馬リキアイタイカンで制して7年ぶりの重賞勝利をマーク。2002年はデビュー以来の1桁となる6勝、2003年は4勝に終わる。8月3日の函館第2競走3歳未勝利・メジロロンサールが最後の勝利、10月11日の京都第10競走壬生特別・サウスラピッド（16頭中4着）が最後の騎乗となり、同31日付で現役を引退。
引退後は武邦彦厩舎で調教助手を務めていたが、武の定年引退による厩舎解散で2009年からは笹田和秀厩舎、2015年より西村真幸厩舎に所属。

## 騎乗馬に関するエピソード

### メジロパーマー
初めてコンビを組んだ同年の天皇賞（春）では、大久保正陽調教師から「ピューと逃げてくれ」「気楽に逃げてくれたらいいから」と指示を受け、徹底的に逃げる競馬に徹した。コンビを組んでからは、騎乗停止、骨折などの理由以外は、ずっと山田に乗せ続けた。山田が天皇賞を前に調教に跨った第一印象は「気が強くて頑固な馬」で、天皇賞は逃げてメジロマックイーンから3秒近く離された7着と負けはしたものの手応えを掴み、新潟大賞典は斤量が4kg軽くなって54kgで楽勝。今まで以上に思い切ってハイペース気味に逃げたところ、スタミナ満点でバテないというパーマーの強みが発見される。パーマーは何が何でも逃げるというのを皆が知っていたため、ある程度楽に逃げることができたが、ゲートが難しい馬であった。開く前に突進するため、パーマーの顔をずっと横に向け、山田だけ前を向いて、ゲートが開いた瞬間に顔を正面に向かせてゲートを出た。宝塚記念は逃げ宣言をしたオースミロッチやマイル王ダイタクヘリオスを相手にせず、好スタートからハナを奪う。3コーナー手前では早くも後続の馬が追い始め、パーマーも4コーナーでムチが入る。当日は梅雨で馬場が凄く悪かったほか、オーバーシード初年度で、馬場がまだ根付いていなかった。終いは14.0秒もかかっていたが、パーマーも手応えがなく、逃げているため後ろの馬の手応えも分からなくなど必死であった。同期のマックイーンの代役を果たし、グランプリホースの座に着いた。実況していた杉本清（当時・関西テレビアナウンサー）は道中でパーマーの走りを「逃げ馬の夢を乗せて」と表現し、レース後は「何ということだ」とコメント。有馬記念では出走馬に先行タイプが多かったためペースは速くなると予想されていたが、逆に各馬が牽制し合う展開となり、人気薄で軽視されていたパーマーが、好枠を利してスタートから楽に先頭に立ち、マイペースの展開に持ち込む。ダイタクヘリオスと並走になりながらも逃げ、一旦外からヘリオスに交わされたものの、4コーナーで再び先頭に立つ。焦り始めた後続が追いかけるが、3番手の馬が4コーナーを回った時には既に6馬身前にパーマーとヘリオスがいた。パーマーはもうひと粘りの瞬間に内からレガシーワールドに急追されるも、ハナ差だけ粘り通した。実況していた堺正幸（当時・フジテレビアナウンサー）は「ヒシマサルも、トウカイテイオーも、そしてライスシャワーもどうしたんでしょうか。意外な展開であります」とコメントするほどで、宝塚記念を超える大波乱を演出して、暮れのグランプリを制した。
制した時に副賞として高級自動車「マツダ・MS-8」を獲得したが、この時は運転免許取得について師の許可を得ておらず、この勝利を機に師匠に運転免許取得を認められた。山田は後年、JRA発行騎手名鑑の愛車欄に他の騎手がクラウンなどの車種名を記載する中でこの車を「パーマー号！」と称して記載していた。

### エルカーサリバー
日経新春杯では最内から逃げるエリモパサーを突っついてペースを上げさせ、これをオースミロッチが追ったところで加速。減速にオースミロッチはエネルギーを使ったほか、下り坂から4コーナーに入るタイミングで地力あるカミノクレッセが押し、スピードが違うシスタートウショウもポジションを押し上げる。横に並び始めた馬群を率いるかのようにオースミロッチは4コーナーを回り、いよいよエリモパサーを交わすと直線で先頭に立つ。京都外回りらしく、コーナーワークで馬群が割れて隙間が出来始めるが、最内で脚をためていたエルカーサリバーでオースミロッチを目標に抜け出す。馬場の3分所でオースミロッチの外に進路を取って、一気に脚を伸ばしていくと、ラスト1Fは12秒後半まで失速しバテてしまったオースミロッチをさらに交わして単独先頭に立つ。ラスト1Fでは後方集団から馬場の中央を割ってきたタケノベルベット、後方2番手から大外を回ってきたナイスネイチャが懸命にエルカーサリバーを追ってくる。勢いの付いたナイスネイチャがタケノベルベットを捕まえて残り100mになるが、長く距離損をして脚を使っていただけにここから前を捕まえられるだけの切れ味は残っておらず、クビ差耐えたエルカーサリバーで重賞連勝を成し遂げると同時にエリザベス女王杯1番人気敗退のリベンジをタケノベルベットにも果たしてみせた。岡部幸雄が騎乗時に絶賛した操作性の良さが自信を与え、山田のクレバーさが実に光る結果となった。

## 生涯成績
|            | 日付           | 競馬場・開催  | 競走名             | 馬名             | 頭数 | 人気 | 着順 |
| ---------- | -------------- | ------------- | ------------------ | ---------------- | ---- | ---- | ---- |
| 初騎乗     | 1989年3月4日   | 1回阪神3日11R | うずしおステークス | ビューティフル   | 9頭  | 9    | 8着  |
| 初勝利     | 1989年4月23日  | 1回新潟4日6R  | 4歳以上400万下     | エリモシンボル   | 12頭 | 10   | 1着  |
| 重賞初騎乗 | 1990年10月14日 | 3回京都4日11R | 京都新聞杯         | スーパーシンザン | 15頭 | 12   | 12着 |
| 重賞初勝利 | 1992年3月8日   | 1回阪神4日11R | アーリントンカップ | エルカーサリバー | 14頭 | 2    | 1着  |
| GI初騎乗   | 1992年4月12日  | 2回阪神6日10R | 桜花賞             | エルカーサリバー | 18頭 | 4    | 5着  |
| GI初勝利   | 1992年6月14日  | 3回阪神8日10R | 宝塚記念           | メジロパーマー   | 13頭 | 9    | 1着  |

| 通算成績 | 1着 | 2着 | 3着 | 4着以下 | 騎乗回数 | 勝率 | 連対率 |
| -------- | --- | --- | --- | ------- | -------- | ---- | ------ |
| 平地     | 193 | 199 | 208 | 2224    | 2824     | .068 | .139   |

### 主な騎乗馬
- エルカーサリバー（1992年アーリントンカップ、1993年金杯 (西)・日経新春杯）
- メジロパーマー（1992年新潟大賞典・宝塚記念・有馬記念、1993年阪神大賞典）
- ゴールデンアワー（1994年新潟大賞典）
- リキアイタイカン（2001年CBC賞）

その他
- ナリタタイシン
- スーパーシンザン
- カネツフルーヴ